# Gran Moravia
Gran Moravia (en checo: Velká Morava; en latín: Magna Moravia) fue un imperio medieval de la Europa central desarrollado entre el 833 y el siglo X, constituyendo la primera realidad estatal que se forjó entre los antepasados de checos, moravos y eslovacos. El núcleo territorial del imperio fue el río Morava, hoy en la República Checa y Eslovaquia, y en su expansión llegó a abarcar zonas de las modernas Hungría, Rumania, Polonia, Austria, Alemania, Serbia, Eslovenia, Croacia y Ucrania.
La Gran Moravia fue fundada por el príncipe de Moravia, Mojmír I, tras someter en 833 al Principado de Nitra y reunir la región bajo un mismo trono. Experimentó un desarrollo cultural sin precedentes por la obra evangelizadora de Cirilo y Metodio durante el reinado del príncipe Ratislav I en 863. El imperio alcanzó su máxima extensión territorial con el gobierno de Svatopluk I.
Debilitado por las luchas internas y problemas fronterizos con los francos, el Estado moravo no resistió la invasión magiar del siglo X, desmembrándose en partes controladas por el ducado de Polonia (base del futuro reino de Polonia), el Gran Principado de Hungría y el Sacro Imperio Romano Germánico. Las áreas ocupadas por este último fueron rápidamente feudalizadas, surgiendo Estados como el ducado de Bohemia y la marca de Moravia.
La Gran Moravia dejó tras de sí un profundo legado cultural, compuesto por castillos y ciudades que sobrevivieron a la invasión, así como por el alfabeto glagolítico y el antiguo eslavo eclesiástico usado en la liturgia, difundidos entre otros pueblos eslavos.

## Origen del nombre
El nombre de Gran Moravia proviene de la obra De Administrando Imperio escrita por el emperador bizantino Constantino VII en torno al año 950. El término "Moravia" procede del río Morava y, como se especulaba en aquel entonces, de su capital, que tendría el mismo nombre. En cuanto al adjetivo "Grande" existen dos teorías: por un lado, señala que es debido a su gran extensión, por otro se cree que el adjetivo solo se refiere a las regiones más alejadas de la frontera bizantina.
Algunos historiadores actuales prefieren la denominación de Gran Imperio Eslovaco, señalando que con él nace la primera estructura estatal de la nación eslovaca. Por otra parte, existen historiadores que desechan este término aduciendo que en aquel entonces aún no era posible distinguir claramente una nación eslovaca.
Los nombres de la Gran Moravia en otros idiomas son "Велья Морава" en eslavo antiguo, "Veľká Morava" en eslovaco, "Velká Morava" en checo, en "Moravia Magna" en latín, "Velika Moravska" en serbio y croata, y "Nagymorva Birodalom" en húngaro.

## Historia

### Orígenes del Imperio

Situación política antes de 833.

Luego de la llegada de los pueblos checos, moravos y eslovacos, éstos se organizaron en el Imperio de Samo, confederación que reunía a las distintas tribus locales. Este protoestado no sobrevivió a su fundador, el rey Samo (623-658). Con el indeble intento de organización estatal se propició la creación y ascenso de una aristocracia terrateniente, la cual se fortaleció en enfrentamientos contra el Kaganato ávaro.
El contacto con los francos favoreció el florecimiento económico, la fundación de numerosos asentamientos en el valle del río Morava y la construcción de fortalezas en las colinas. La llamada cultura de Blatnica-Mikulčice es la mayor representante de este escenario sociopolítico.
Durante la época de Carlomagno, las tribus eslavas de la zona fueron reunidas y guiadas en numerosas guerras que finalmente lograron destruir el Kaganato ávaro. El progreso del gobierno carolingio, en cuanto a centralización del poder y creación de estructuras administrativas, influyó a los eslavos, checos y moravos hasta constituir dos realidades políticas muy diversas:
- el principado de Moravia: extendido por la actual Moravia y Eslovaquia Occidental, el principado fue regido por Mojmír I, quien introdujo el cristianismo con las misiones de la diócesis de Passau. El primer antecedente histórico que se tiene del principado son datos de los tributos otorgados a la Dieta de Fráncfort. Su capital era Mikulčice.

- el principado de Nitra: extendido por la actual Eslovaquia Oriental, estaba regido por el príncipe Pribina, el cual, aun siendo pagano, mandó construir la primera iglesia cristiana en el 828. Su capital era Nitra.

En 833, Mojmír I sometió el principado de Nitra, reuniendo por primera vez en una sola unidad política a eslavos, checos y moravos. Probina y su familia logran escapar a territorio franco, donde se les concede el Principado de Balaton o Pannonia Inferior.

### Desarrollo del Imperio

Territorios que comprendió el Imperio de la Gran Moravia:
• 1: Principado de Moravia
• 2: Principado de Nitra
• 3: Anexado al Principado de Nitra antes de la unificación
• 4: Conquistada por Mojmír I o Ratislav I, administrado por Nitra
• 5: Parte del Principado de Moravia o conquistado a más tardar en 853
• 6 y 9: Conquistados por Ratislav I en el 858, administrado por el Principado de Nitra
• 7: Conquistado en 833 u 883
• 8 y 10: Conquistado en 858 u 883, administrado por el Principado de Nitra
• 11: Vistulanos, conquistados en el 874
• 12: Conquistado en el 874
• 13: Silesia, conquistada en el 880
• 14: Parte de Silesia, conquistada en el 890
• 15: Lusacia conquistada entre 890 y 897
• 16, 17 y 18: Partes de Lusacia
• 19: Bohemia, conquistada entre el 888 y el 890
• 20: Principado de Balaton, conquistado en el 883
• 21 y 22: Partes del principado de Balaton
• 23: Transilvania, conquistada entre 881 y 882
• 24 y 27: Parte de Transilvania
• 25 y 26: Conquistado por Svatopluk I

A la muerte de Mojmír I en el 846, asume el trono su nieto, Ratislav I. A pesar de que inicialmente fue designado por los soberanos francos, el príncipe logró imponer su política independiente. Para ello debió de disminuir la influencia franca en el territorio, lo cual lo obtuvo de dos formas. Por un lado, logró la derrota del ejército franco en el 855; por otro derrocó el monopolio e influencia del clero francés en la zona haciendo un llamamiento al emperador bizantino, Miguel III, para que enviara misioneros que evangelizaran la región en lengua eslava. La respuesta del monarca bizantino llegó de inmediato enviando a Cirilo y Metodio en el 863. Estos crearon el primitivo alfabeto eslavo (alfabeto glagolítico) y tradujeron al antiguo eslavo eclesiástico las escrituras. El gobierno de Ratislav I también se encargó de la defensa de su territorio construyendo numerosas fortificaciones. Finalmente, el príncipe otorgó a su sobrino, Svatopluk I, el título de Príncipe de Nitra. Este se alió con los francos consiguiendo derrocar a Ratislav.
El comienzo del reinado de Svatopluk I fue turbulento al negarse sus aliados francos a abandonar la zona occidental de la Gran Moravia. Capturado por los francos y con el pueblo en insurrección, dirigidos por Slavomír, los años venideros fueron difíciles, hasta la liberación de Svatopluk. Este, de regreso, logró tomar el mando de los insurgentes, expulsar y defenderse de los francos, repeler a húngaros y al Primer Imperio Búlgaro, además de lograr la máxima extensión del Imperio abarcando la República Checa y Eslovaquia y áreas de las modernas Hungría, Rumania, Polonia, Austria, Alemania, Serbia, Eslovenia, Croacia y Ucrania. Esto lo llevó a intitularse como rex (rey) de Magna Moravia.
En 880, el pontífice Juan VIII publicó la bula Industriae Tuae, por la que se creaba la provincia eclesiástica independiente de Gran Moravia, con Metodio como arzobispo, y se reconocía al eslavo como el cuarto idioma litúrgico (junto al latín, griego y hebreo).

### Declive y caída del Imperio
Al morir Svatopluk I en 894, el Imperio entró en decadencia al repartirse entre sus hijos Mojmír II y Svatopluk II, los cuales asumieron como rey de Gran Moravia y Príncipe de Nitra, respectivamente. Metidos en luchas internas e invadidos por el reino Franco Oriental, la Gran Moravia perdió la mayoría de sus territorios periféricos. 
Los nómadas magiares o húngaros, aprovechándose de este hecho, invadieron la cuenca del río Danubio ocupando los territorios de la cuenca de los Cárpatos ubicados al sur y en parte del imperio moravo. En 902, aniquilarían el ejército de la Gran Moravia, la cual pasaría a ser un mero reino fronterizo, que desaparecería paulatinamente. Si bien no se tienen datos exactos sobre cuándo murieron los últimos monarcas moravos, Mojmír II y Svatopluk II, se estima que probablemente perecieron alrededor de 907, cuando los húngaros ganaron la batalla de Bratislava contra el ejército bávaro. 
Destruido el imperio, sus restos fueron repartidos de la siguiente forma:
- Área Occidental: en manos de la Francia Oriental (Alemania), luego Sacro Imperio Romano Germánico, donde se formaron una serie de marquesados para contener la amenaza húngara. Entre esos marquesados se encuentran: Marca de Moravia, Marca de Austria, Marca de Estiria, Marca de Carintia, Marca de Carniola y Marca de Istria. Además fue fundada en esa zona el Ducado de Bohemia.

- Área Meridional: anexada al Estado húngaro formado por la dinastía Árpád a finales del siglo X.

- Área Oriental: en manos de la aristocracia terrateniente eslava, fue sometida y anexada en 999 al Ducado de Polonia de la dinastía Piast.

En cuanto a las principales fortificaciones, como Nitra, Bratislava y Zemplín, conservan sus funciones por su importancia estratégica. En el común de los casos estas ciudades permanecerán activas dentro de los nuevos Estados como unidades administrativas, especialmente en el Reino de Hungría, lo cual permitirá que la aristocracia terrateniente eslava tenga un amplio dinamismo e independencia dentro de las nuevas unidades estatales. Con respecto a la división eclesiástica, no sufrió alteración a causa de la invasión húngara.
En cuanto al impacto demográfico y cultural, los estudiosos han concluido que no fue tajante e impactante. Especial mención merece la relación entre magiares y eslavos, quienes realizaron una profunda fusión étnica y cultural, lo que no permite seguir con el rastro arqueológico más allá del siglo XI.
La historia de la Gran Moravia y el impacto de la obra de Cirilo y Metodio constituirán una profunda raíz cultural de las naciones eslavas de la Europa Central, especialmente en Eslovaquia. El recuerdo y la base histórica de este Imperio serán revividos en los siglos XIX y XX con los intentos de crear una sola identidad en la nación de Checoslovaquia.

## Villas y ciudades fortificadas
La ubicación de la capital del Imperio de la Gran Moravia, llamada Morava por el emperador bizantino Constantino VII, se desconoce; probablemente se encontraba donde se alza la moderna Mikulčice, que cuenta con un palacio y una docena de iglesias. A pesar de ello es importante señalar que en aquella época, como sucedía en gran parte de Europa, la capital de un Estado era itinerante, es decir, se hallaba allá donde se encontrase el monarca en sus continuos viajes a través del reino, consecuencia de la falta de capacidad administrativa. Según los datos disponibles, monarcas como Ratislav I debieron de residir también en el castillo de Devín, en Nitra y en la actual Bratislava.
Mikulčice fue fortificada en el siglo VII y más tarde se convirtió en una gran aglomeración de castillos y aldeas, que abarcaba doscientas hectáreas. Poblada por alrededor de dos mil personas, vivió del comercio y la artesanía. También fue un centro religioso, y en ella se erigieron las primeras iglesias construidas en piedra en el siglo IX, entre las que destaca la de Kopcany, único vestigio arquitectónico de la Gran Moravia.

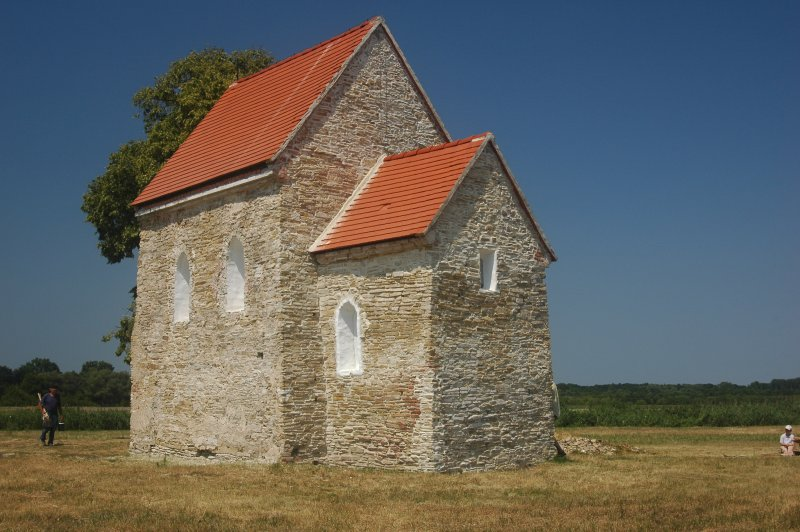
Iglesia de Kopcany, único vestigio arquitectónico de la Gran Moravia.

En cuanto a las otras fortificaciones, de las cuarenta y una existentes, treinta se hallan en la República Checa y once en Eslovaquia. Estas fortalezas estaban edificadas en colinas y circundadas por empalizadas de madera, muros de piedra y, en algunos casos, fosos. La vivienda común estaba hecha de madera, pero los edificios eclesiásticos y las residencias de aristócratas eran de piedra. En muchos casos se usaron estructuras preexistentes, ya sea de origen prehistórico, como en el caso del castillo Devín, o romano, como en el de Bratislava. En muchos casos se crearon, junto a la fortificación principal, castillos menores para proteger las rutas comerciales y proporcionar refugio a los campesinos en caso de ataque. La mayor parte de las iglesias de la Gran Moravia están decoradas con frescos, que se cree habrían sido hechos por italianos por la coincidencia de materiales. Dos museos al aire libre, en Modrá, cerca de Uherské Hradiště, y en Ducové, están dedicados a la arquitectura de la Gran Moravia.
En cuanto a las principales ciudades, además de Mikulčice, se encuentran documentadas Nitra, el castillo Devín y Bratislava, entre otras.
- Nitra era el segundo centro del imperio y estaba gobernada por el heredero al trono, bajo el título de appanage (derivado del latín, apanare, "dar pan"). Contaba con cinco fortalezas y veinte talleres de artesanos, donde se producían bienes de lujo, como joyas y cristales. La ciudadela estuvo rodeada de fortificaciones menores y edificios religiosos (por ejemplo, en Drážovce y Zobor).

- El castillo de Devín era el punto fronterizo que defendía el Imperio de la amenaza de los francos. Se encuentra en las cercanías del castillo de Bratislava.

- El castillo de Bratislava era un gigante de piedra con un palacio y tres basílicas. Constituía, junto con el castillo de Devín, la zona fronteriza con los francos.

## Ejército
Se conoce muy poco del ejército y las tácticas militares de la Gran Moravia. El grueso de las tropas se componía de infantería pesada, armada de lanzas y hachas, donde destacaba un grupo de élite denominado Druzhina. El uso de la caballería estaba poco difundido, por lo que al ser invadidos por los húngaros, estuvieron en desventaja frente a sus arqueros a caballo.
Eran reacios a entablar batalla, preferían escaramuzas, emboscadas y rápidas incursiones en territorio enemigo. Un elemento importante de las tropas del Imperio fue el replegarse a sus fortificaciones, las cuales eran casi inexpugnables, a pesar de levantar sitio, por la tecnología bélica de la época.

## Cultura

### Religión
Se sabe muy poco sobre la religión y la mitología eslava por la falta de documentación escrita. El territorio de la Gran Moravia fue evangelizado desde principios del siglo VIII por misiones procedentes del reino Franco, el Imperio bizantino y enclaves de Italia y de Dalmacia. La organización eclesial estaba supervisada por el clero bávaro hasta la llegada de los misioneros bizantinos Cirilo y Metodio.
En 870, se crearon los primeros obispados, entre los que destacó el de Nitra. El arzobispado se instauró en 880, con sede en Morava (probablemente Mikulčice). Los monasterios fueron trascendentales en la obra de los misioneros bizantinos.
En lo que atañe a la arquitectura religiosa, la primera iglesia la fundó en 828 Pribina, príncipe de Nitra, en esta ciudad. La consagró el obispo Aldaram de Salzburgo y tenía una planta similar a las contemporáneas de Baviera. La influencia bizantina se hizo sentir también en la arquitectura, como lo prueba la iglesia del castillo de Devín.

### Literatura
La obra de Cirilo y Metodio sobrepasa la esfera religiosa, al ser ellos quienes crearon un primitivo alfabeto eslavo (alfabeto glagolítico) y tradujeron las Sagradas Escrituras. El auge del antiguo eslavo eclesiástico lo llevó a ser la cuarta lengua litúrgica (junto al latín, griego y hebreo). A la caída del Imperio, el antiguo eslavo eclesiástico entró en desuso, desapareciendo casi completamente en la Baja Edad Media. Esta lengua evolucionó para convertirse en el eslavo eclesiástico que sigue usándose para ritos litúrgicos de las comunidades rusas, búlgaras y serbias.
En cuanto a la obra legislativa, Metodio redactó el primer código en eslavo antiguo, reuniendo el derecho consuetudinario local con la avanzada ley bizantina. Rico en materia penal, se puede evidenciar directamente la influencia cristiana, especialmente en materia de vida sexual. En cuanto al derecho canónico fue una adaptación de las reglas eclesiásticas bizantinas.
No son muchas las obras literarias que pueden ser claramente identificadas como escritas originalmente en la Gran Moravia. Una de ellas es Proglas, un poema en el que Cirilo defiende la liturgia eslava. Vita Cyrilli (atribuida a Clemente de Ohrid) y Vita Methodii (escrita probablemente por el sucesor de Metodio, Gorazd). Se trata de biografías con información valiosa acerca de la Gran Moravia y de Ratislav I y Svatopluk I. Finalmente, los hermanos Cirilo y Metodio fundaron también una academia y numerosas escuelas en los centros religiosos, las cuales brindaron a la Gran Moravia cientos de clérigos.
En 885, Cirilo, Metodio y sus discípulos fueron expulsados del Imperio, lo que les permitió difundir sus conocimientos por otros países eslavos, como Croacia y Bulgaria. Este último es muy importante debido a que en sus seminarios sobrevivió el patrimonio cultural de la Gran Moravia. Entre sus obras con los otros pueblos eslavos destaca el perfeccionamiento del alfabeto glagolítico, que hay que distinguir del alfabeto cirílico.

## Lista de monarcas de Gran Moravia
- 820-846: Príncipe Mojmír I
- 846-870: Príncipe Ratislav I
- 870-871: Príncipe Slavomír (cautiverio de Svatopluk I)
- 871-894: Príncipe Svatopluk I
- 894-907: Príncipe Mojmír II

Al morir Mojmír II, aunque se continúan teniendo referencias del Imperio por breve tiempo, se desconoce si hubo un sucesor oficial.
- Datos: Q193152
- Multimedia: Great Moravia / Q193152